# Isla Noir
Isla Noir är en ö i Chile.   Den ligger i regionen Región de Magallanes y de la Antártica Chilena, i den södra delen av landet, 2 300 km söder om huvudstaden Santiago de Chile. Arean är 25,2 kvadratkilometer.
Terrängen på Isla Noir är lite kuperad. Öns högsta punkt är 361 meter över havet. Den sträcker sig 6,1 kilometer i nord-sydlig riktning, och 8,7 kilometer i öst-västlig riktning.